# Frédéric Matys Thursz
Frédéric Matys Thursz (* 7. Juli 1930 in Casablanca; † 4. Juli 1992 in Köln) war ein marokkanisch-US-amerikanischer monochromer Maler.

## Leben und Werk
Frédéric Matys Thursz wurde in Casablanca geboren und wuchs dort bis zu seinem elften Lebensjahr auf. 1941 übersiedelte seine Familie in die USA. Frédéric Matys Thursz studierte am Queens College, City University of New York und an der Columbia University. Er war Professor an der New York Studio School of Drawing, Painting and Sculpture. In dritter Ehe war er mit Nina Lünenborg Thursz verheiratet.
Bekannt sind seine großformatigen monochromen Malereien, insbesondere die Serien Elegia Judaica, die insgesamt acht Gemälde umfasst und die Blood Paintings.

## Ausstellungen (Auswahl)

### Einzelausstellungen
- 1989: Frederic Matys Thursz – Musée d’Art moderne de Saint-Etienne, Saint-Etienne, Frankreich
- 1999: Frederic Matys Thursz «Elegia Judaica» Galerie Lelong, Zürich, Schweiz

### Gruppenausstellungen
- 1992: documenta IX, Kassel, Deutschland
- 1999: Die Farbe (rot) hat mich Osthaus Museum Hagen, Hagen, Deutschland
- 2001: Frederic M. Thursz/Nina Lünenborg – Von der Heydt-Museum, Wuppertal, Deutschland
- 2003 Soziale Fassaden – u. a. Farbe und Oberfläche in der Gegenwartskunst Städtische Galerie im Lenbachhaus, München, Deutschland
- 2004: Die Farbe hat mich II–Neuerwerbungen des Karl Ernst Osthaus-Museum, Hagen[5], (mit u. a. Christiane Conrad, Gottfried Honegger, Joseph Marioni, Andrea Schomburg, Peter Tollens, Dieter Villinger, Herman de Vries)
- 2008: Unique Act, Dublin City Gallery, Irland
- 2009: Die Neue Galerie – Auftritt im Schloss Schloss Wilhelmshöhe, Kassel, Deutschland

## Werke in öffentlichen Sammlungen
- Neue Galerie (Kassel)